# Championnat de Tunisie de football 1970-1971
Navigation
Saison précédente Saison suivante
La saison 1970-1971 du championnat de Tunisie de football est la 16e édition de la première division tunisienne à poule unique, la Ligue  1, appelée alors Division nationale. Les quatorze meilleurs clubs tunisiens jouent les uns contre les autres à deux reprises durant la saison, à domicile et à l'extérieur. En fin de saison, les deux derniers du classement sont relégués et les deux meilleurs clubs de Ligue  2 (Division 2) sont quant à eux promus.
Des actes de violences sont commis dans le stade olympique d'El Menzah par des supporters espérantistes à la suite de la finale perdue contre le Club sportif sfaxien. Les autorités sanctionnent alors l'Espérance sportive de Tunis (EST) et lui retirent le droit de jouer en première division ; la section de football est dissoute alors qu'il reste encore quatre journées à disputer en plus d'un match en retard pour l'EST qui est alors deuxième à deux points du leader, le Club sportif sfaxien, qu'elle doit rencontrer lors de la 24e journée. Cette sanction est levée avant le démarrage de la saison suivante.
Par conséquent, c'est le Club sportif sfaxien qui redevient champion de Tunisie, deux ans après son premier titre, en terminant en tête du championnat, avec cinq points d'avance sur le Club africain et six sur le Club olympique des transports. C'est le deuxième titre du Club sportif sfaxien, qui réussit donc le doublé en battant l'EST en finale de la coupe de Tunisie.

## Clubs participants
| - Sfax railway sport - El Makarem de Mahdia - Promu de LP2 - Club africain - Espérance sportive de Tunis - Étoile sportive du Sahel - Club athlétique bizertin - Club sportif des cheminots | - Union sportive tunisienne - Stade tunisien - Club sportif sfaxien - Union sportive monastirienne - Avenir sportif de La Marsa - Club olympique des transports - Football Club de Jérissa - Promu de LP2 |

## Compétition

### Classement
Le barème de points servant à établir le classement se décompose ainsi :
- Victoire : 3 points
- Match nul : 2 points
- Défaite : 1 point

Après la dissolution de l'EST, la Fédération tunisienne de football annule tous ses matchs et décide de faire rétrograder un seul club en seconde division, c'est ce qu'indique le classement officiel établi le 4 juillet 1971 en vertu duquel l'Union sportive tunisienne conserve sa place en division nationale.
Cependant, après la décision du président de la République, Habib Bourguiba, d'annuler la dissolution et de rétablir l'EST dans ses droits, prise le 24 juillet 1971, il faut réintégrer le club dans le classement pour justifier sa présence en division nationale et la rétrogradation de l'Union sportive tunisienne. Ce nouveau classement n'est toutefois pas publié.